# キティ (カクテル)

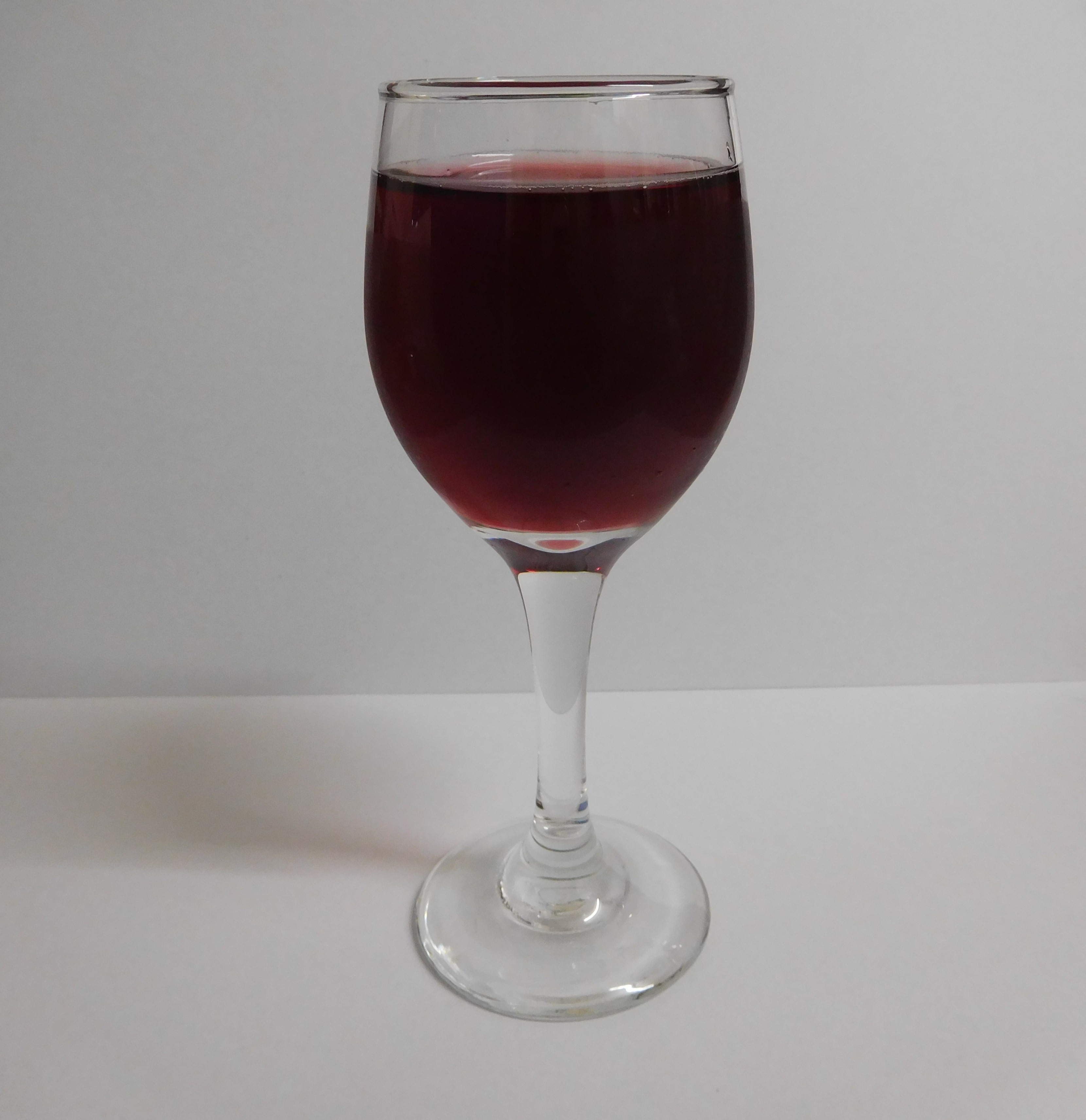
キティ

キティは、赤ワインをベースとするカクテルであり、冷たいタイプのロングドリンク（ロングカクテル）に分類される。
カクテル名のキティとは、英語圏の女性の名前キャサリンの愛称、または、英語圏の幼児語で子猫のこと。

## 標準的なレシピ
- 赤ワイン
- ジンジャー・エール

これらを、等量ずつ用いる。

### 作り方
氷（クラッシュドアイスではない）を入れたゴブレット（容量300ml程度）に、まず赤ワイン、次にジンジャー・エールを注いで、ストローを添えれば完成である。

### 備考
- レモン・スライスをグラスに入れることもある。
- ジンジャー・エールを注いだ後で、軽くステアする場合もある。しかし、ステアし過ぎると炭酸が二酸化炭素となって逃げていってしまうので、注意が必要である。
- 赤ワインとジンジャー・エールは、だいたい80mlずつとするレシピもある[1]。
- 赤ワインを白ワインに替えると「オペレーター」となる。
- ジンジャー・エールをコーラに替えると「カリモーチョ」となる。